# Titularbistum Sela
Sela ist ein Titularbistum der römisch-katholischen Kirche. 
Es geht zurück auf ein früheres Bistum in der Stadt El Qantara in Ägypten (spätantike römische Provinz Aegyptus Herculea bzw. Augustamnica) im östlichen Nildelta, das der Kirchenprovinz Pelusium angehörte.
| Titularbischöfe von Sela |                       |                                                                                                |                    |                    |
| Nr.                      | Name                  | Amt                                                                                            | von                | bis                |
| 1                        | Juan Pascual Chimento | Weihbischof in La Plata (Argentinien)                                                          | 29. September 1928 | 13. September 1934 |
| 2                        | Pietro Mozzanica      | Weihbischof in Mailand (Italien)                                                               | 1. Dezember 1934   | 16. Juli 1936      |
| 3                        | Domenico Ettorre      | Weihbischof in Sabina und Poggio Mirteto (Italien)                                             | 19. November 1936  | 1. Juli 1940       |
| 4                        | Joseph Gabriel Pinten | emeritierter Bischof von Grand Rapids (USA)                                                    | 1. November 1940   | 6. November 1945   |
| 5                        | Thomas John McDonnell | Weihbischof in New York Koadjutorbischof von Wheeling (USA)                                    | 2. Juli 1947       | 25. Februar 1961   |
| 6                        | Calogero Lauricella   | Weihbischof in Agrigent Weihbischof in Cefalù Apostolischer Administrator von Cefalù (Italien) | 13. Mai 1961       | 4. Juni 1970       |